# Burg Schleifenrain
Die  Burg Schleifenrain ist die Ruine einer Höhenburg auf dem Gemeindegebiet der Gemeinde Kemmental im Kanton Thurgau. Sie befindet sich bei 481 m ü. M. auf einer Anhöhe und ist umgeben vom Tobel des Kemmenbachs sowie eines weiteren Baches und wurde vermutlich im 12. Jahrhundert erbaut.
In den 1960er-Jahren erfolgten Grabungen, welche die Fundamente eines Turmes und eines Anbaues freilegten. Über die Besitzverhältnisse ist bis heute nichts bekannt. Es wird vermutet, dass die Burg den Herren von Hugelshofen, Dienstleuten des Bischofs von Konstanz, gehörte.